# آلفونس ژموسیوس
آلفونس ژموسیوس (انگلیسی: Alphonse Gemuseus; ۸ مه ۱۸۹۸ – ۲۸ ژانویهٔ ۱۹۸۱) سوارکار اهل سوئیس بود.
وی در مسابقات کشوری و بین‌المللی در مجموع برندهٔ ۱ مدال طلا، ۱ مدال نقره شده‌است.